# Avraham Stern
Avraham Stern (ebraico: אברהם שטרן Avraham Shtern), alias Yair (Suwałki, 23 dicembre 1907 – Tel Aviv, 12 febbraio 1942) è stato un militare e poeta israeliano. Fu il fondatore e il capo dell'organizzazione terroristica sionista più tardi conosciuta come Lohamei Herut Israel (abbr. Lehi) o secondo la definizione inglese "Banda Stern" (Stern Gang).

## Biografia
Nacque in Polonia, immigrò coi genitori nel regime mandatario britannico della Palestina nel 1925 e studiò prima al Liceo Classico Ebraico di Gerusalemme e poi all'Università Ebraica sul Monte Scopus. Si specializzò in lettere classiche e letteratura greca e latina. Fondò il Lehi nel 1940, staccandosi dall'Irgun, quando quest'ultimo si era unito all'Haganah per supportare i britannici nella lotta contro i nazisti. Nel 1932 compose la canzone Hayalim Almonim, che fino al 1940 fu l'inno dell'Irgun. Stern rifiutò sempre la collaborazione con la Gran Bretagna, anzi sosteneva che una continua lotta contro le forze britanniche avrebbe potuto portare alla costituzione di uno Stato Ebraico indipendente risolvendo anche il problema della diaspora ebraica.
Il rifiuto britannico di permettere agli ebrei fuggiaschi dalla Germania nazista di entrare nella Palestina britannica, rafforzò le sue tesi. Stern era impopolare tra molti degli altri leader ebraici clandestini. Colpiva per la sua strana figura nell'ambiente disinvolto della clandestinità, che era in gran parte basato sul movimento dei kibbutz, apparendo come un intellettuale fastidioso e formale, che insisteva sempre ad indossare giacca e cravatta, anche nell'ardente estate del Medio Oriente. Il suo movimento includeva una massa eclettica di individui, proveniente da entrambe le ali estreme dei movimenti politici, compresi eminenti attivisti della destra come Yitzhak Shamir (che sarebbe poi diventato primo ministro d'Israele). Nel gennaio 1941 Stern tentò di accordarsi con le autorità naziste tedesche, offrendo di “prendere parte attivamente alla guerra a fianco della Germania” in cambio dell'aiuto ai rifugiati ebrei per raggiungere Israele all'interno di uno Stato ebraico. Un altro tentativo di contattare i tedeschi fu fatto verso la fine del 1941 e ottenne finalmente risposta come documentato dal Testo o memorandum di Ankara come riportano tanto Faris Yahia, quanto K. Polkehn o il Journal of Palestinian Studies, vol V, n. 3 e 4, Spring Summer 1976, pp. 54-82, nonché Andrea Giacobazzi, L'Asse Roma Berlino Tel Aviv, Ed. il Cerchio, pp. 203-205. 
Stern fu assassinato il 12 febbraio 1942 dalla polizia britannica.
Durante il suo arresto in un appartamento di Tel Aviv dove si stava nascondendo, a Stern fu sparato alle spalle quando era già stato ammanettato. Secondo molti cronisti, è probabile che fu assassinato per il suo ruolo di leader del Lehi. 

## Poesia
Stern fu anche un poeta. La sua eredità poetica, consistente in 53 poesie, è caratterizzata dalla figura di Moshe Hazani come espressione dell'erotismo della morte insieme all'anti-erotismo delle donne. Al giorno di commemorazione di Avraham Stern partecipano ogni anno politici e funzionari governativi israeliani. Nel 1978 fu emesso un francobollo in suo onore. Suo figlio, Yair, nato pochi mesi dopo il suo omicidio, è un giornalista radiofonico e televisivo che dirige la Israel Television. Nel 1981 fu fondata la città di Kokhav Yair (Stella di Yair), intitolata al suo nome di battaglia.